# Łukasz Sówka
Łukasz Sówka, född 7 november 1993 i Kalisz, är en polsk speedwayförare.

## Klubbar

### Polska ligan
- KM Ostrów Wielkopolski – 2009
- Falubaz Zielona Góra – 2010
- ŻKS Holdikom Ostrovia Ostrów Wlkp – 2011
- Stal Rzeszów – 2012

### Engelska ligan
- Wolverhampton Wolves – 2012

### Danska ligan
- Brovst – 2010
- Holstebro – 2012